# André Belli
André Belli (13 giugno 1916 – Ginevra, 10 marzo 1993) è stato un calciatore svizzero, di ruolo difensore.

## Carriera

### Club
Ha sempre giocato nel campionato svizzero.

### Nazionale
Ha collezionato 7 presenze con la propria Nazionale.